# First Date (песня Blink-182)
«First Date» — второй сингл калифорнийской группы Blink-182 с их четвёртого студийного альбома Take off Your Pants and Jacket.
Был написан Томом Делонгом в ту же ночь, когда Марк Хоппус написал The Rock Show. Сингл был написан на основе воспоминаний о его первом свидании с будущей супругой Дженнифер Дженкинс.
Песня заняла шестую строчку в чарте Modern Rock Tracks Billboard. В музыкальном видео на песню трио изображено в образе хиппи 1970-х годов, разъезжающих по пригородам на фургоне Volkswagen и посещающих аквапарк. В поддержку сингла Blink-182 исполнили песню вживую на ночном ток-шоу «Поздней ночью».

## Создание
Перед записью своего четвёртого студийного альбома Take Off Your Pants and Jacket Blink-182 записали демо в DML Studios, небольшой студии в Эскондидо, Калифорния, где группа написала «Dude Ranch» и «Enema of the State». Группа написала дюжину песен за три недели и пригласила своего менеджера, Рика ДеВоу, чтобы он прослушал новый материал. Прослушав синглы, ДеВоу поинтересовался, почему нет «летнего гимна Blink-182». После чего Хоппус пошел домой и написал «The Rock Show» за десять минут, а Делонг, в свою очередь, написал «First Date», ставший самым успешным синглом с альбома. Аранжировка песни была создана на складе Famous Stars and Straps в Сан-Диего.
«First Date» — это рассказ о первым свиданием Делонга и его жены Дженнифер Дженкинс в SeaWorld в Сан-Диего. «В то время мне было около 21 года, и для меня это был повод отвезти её куда-нибудь, потому что я хотел пообщаться с ней» — сказал Делонг. Трек был написан как краткое изложение невротического подросткового беспокойства и неловкости.

## Видеоклип
Музыкальное видео отдает дань уважения культуре 1970-х, в нём группа предстала в роли длинноволосых хиппи в париках, в брюках-клеш и с воротниками-бабочками. Трио объезжает тихий пригород на фургоне Volkswagen, делая остановки в закусочной и аквапарке. Видео, снималось режиссёрской командой The Malloys в течение трех дней в Цаввассене (Британская Колумбия) в гараже, украшенном атрибутикой 1970-х годов. Вокалист Джордан Пандик и гитарист Чад Гилберт из New Found Glory, с которыми группа в то время гастролировала, сыграли эпизодические роли в клипе. Журналист Джо Шуоман интерпретировал видео как пересказ фильма «Под кайфом и в смятении».

## Чарты
| Чарты (2001—2002 гг.)                          | Позиция |
| ---------------------------------------------- | ------- |
| Австралия (ARIA)                               | 50      |
| Австрия (Ö3 Austria Top 40)                    | 69      |
| Бельгия (Ultratip Flanders)                    | 15      |
| Франция (SNEP)                                 | 81      |
| Германия (German Albums Chart)                 | 74      |
| Ирландия (IRMA)                                | 47      |
| Шотландия (OCC)                                | 25      |
| Швеция (Sverigetopplistan)                     | 48      |
| Швейцария (Schweizer Hitparade)                | 92      |
| UK Singles Chart (OCC)                         | 31      |
| UK Rock and Metal (OCC)                        | 2       |
| США Bubbling Under Hot 100 Singles (Billboard) | 6       |
| США Hot 100 Airplay (Billboard)                | 84      |
| США Альтернативный Airplay (Billboard)         | 6       |
| US Rock Digital Songs (Billboard)              | 33      |